# Vishwa Mohan Bhatt
Vishwa Mohan Bhatt, conocido en el mundo artístico como V. M. Bhatt (Jaipur, 27 de julio de 1950), es un músico indio, reconocido principalmente como un maestro en la ejecución del instrumento de cuerda mohan vina.

## Carrera
Bhatt es conocido sobre todo por su álbum A Meeting by the River, ganador de un premio Grammy y publicado por el sello Water Lily Acoustics. También ganó reconocimiento por otras colaboraciones de fusión y panculturales con artistas occidentales como Taj Mahal, Béla Fleck, Ry Cooder y Jerry Douglas. Su aparición en el Crossroads Guitar Festival de 2004, organizado por Eric Clapton, le permitió a su música alcanzar un público más amplio.
Su principal aporte a la música en general fue la creación y el posterior desarrollo de la mohan vina, un instrumento de cuerda pulsada que se utiliza tradicionalmente en la música clásica de India y que está compuesta por veinte cuerdas. Algunos de los ejecutantes de este instrumento que estudiaron con Mohan Bhatt o con su hijo Salil son Harry Manx, Matt Malley y Lawrie Minson.

## Discografía seleccionada
- 1992 - Guitar A La Hindustan, Magnasound
- 1992 - Saradamani, Water Lily Acoustics
- 1993 - Gathering Rain Clouds, Water Lily Acoustics
- 1993 - A Meeting by the River (con Ry Cooder), Water Lily Acoustics
- 1995 - Bourbon & Rosewater (con Jerry Douglas & Edgar Meyer), Water Lily Acoustics
- 1995 - Mumtaz Mahal (con Taj Mahal & N. Ravikiran), Water Lily Acoustics
- 1996 - Saltanah (con Simon Shaheen), Water Lily Acoustics
- 1996 - Tabula Rasā (con Béla Fleck & Jie-Bing Chen), Water Lily Acoustics
- 1996 - Sounds of Strings, Music Today
- 2002 - Indian Delta (con Sandeep Das), Sense World Music
- 2008 - Mohan's Veena, Times Music
- 2010 - Desert Slide, Times Music
- 2010 - Mohan's Veena II, Times Music
- 2011 - Groove Caravan, Deeksha Records
- 2012- Morning Mist, Bihaan Music
- 2015- Vishwa Ranjini, Bihaan Music